# Beriotisia
Beriotisia is een geslacht van vlinders van de familie Uilen (Noctuidae), uit de onderfamilie Noctuinae.

## Soorten
- B. copahuensis Köhler, 1967
- B. cuculliformis Köhler, 1944
- B. fuegensis Hampson, 1907
- B. typhlina Mabille, 1885